# Keanu Reeves-filmográfia

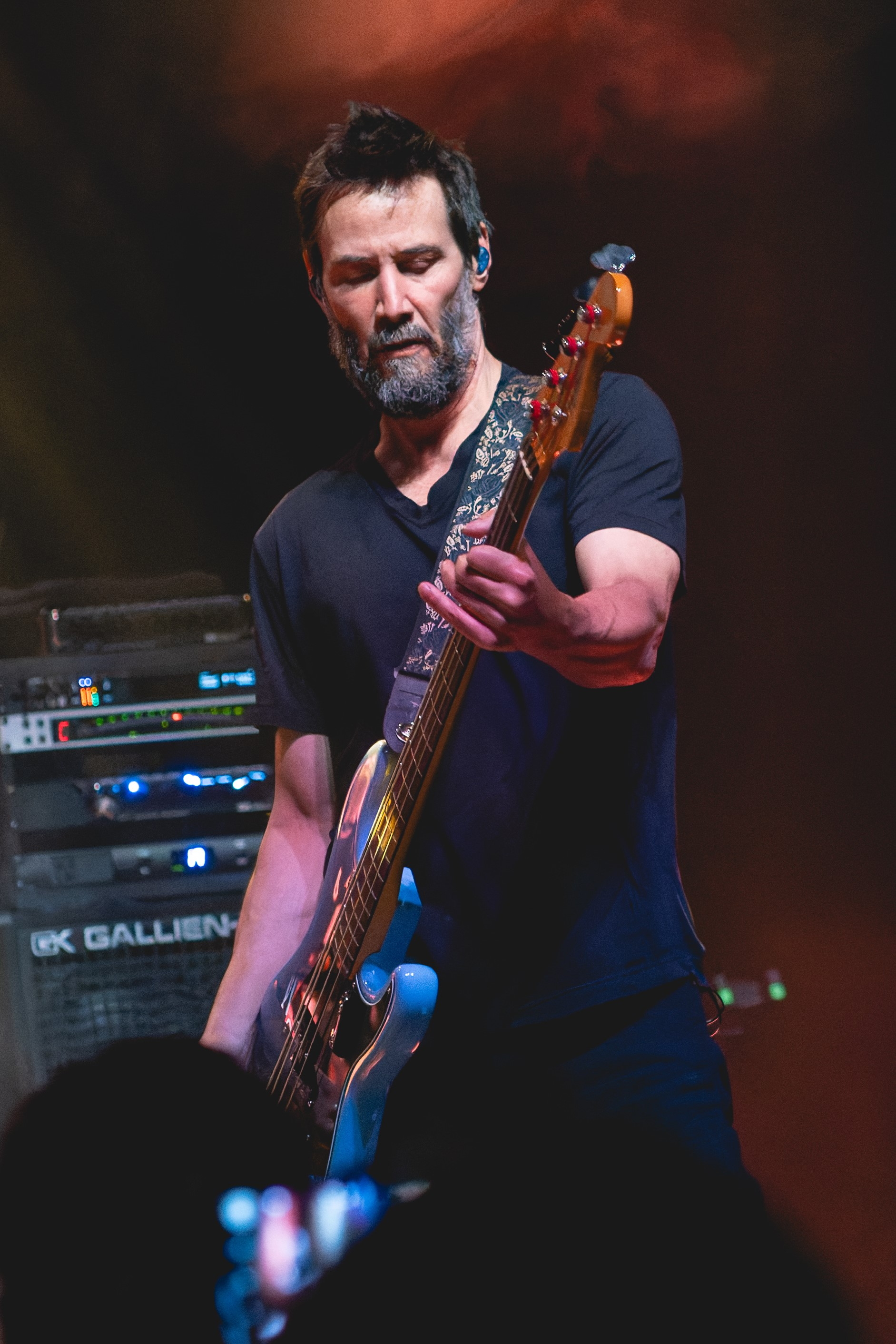
2024-ben.

Keanu Reeves kanadai színész, producer és filmrendező.
1985-ben debütált a filmvásznon a One Step Away című rövidfilmmel. Kevésbé jelentős filmes és tévéfilmes megjelenései után első főszerepét az 1988-as Permanent Record című filmdrámában kapta, melyben egy barátja öngyilkosságát feldolgozni próbáló tizenévest alakít. Az áttörést az 1989-es Bill és Ted zseniális kalandja című, váratlan bevételi sikert arató sci-fi-vígjáték hozta el számára. 1991-ben Patrick Swayze oldalán tűnt fel a Holtpont című akciófilmben, szerepelt a Bill és Ted haláli túrája című folytatásban és az Otthonom, Idaho című független drámában – utóbbival kivívta a filmkritikusok elismerését.
Az 1994-es Féktelenül című akcióthriller (melyben Sandra Bullock partnere volt) bevételi és kritikai sikereket hozott. Következő filmjei – Johnny Mnemonic – A jövő szökevénye (1995), Láncreakció (1996) – azonban megbuktak a jegypénztáraknál. Reeves pályafutására pozitív hatást gyakorolt az 1999-es Mátrix című science-fiction kultuszfilm főszerepe, Neo megformálása. A 2003-ban két folytatást (Mátrix – Újratöltve, Mátrix – Forradalmak) kapott film bevételei és kritikai visszajelzései is kedvezőek voltak. 2005-ben a Constantine, a démonvadász címszereplőjét játszotta, 2006-ban ismét Bullock társaként szerepelt, ezúttal a Ház a tónál című romantikus drámában. 2008-ban egy földönkívülit alakított az Amikor megállt a Föld című sci-fiben. 2013-ban a színészkedés mellett rendezőként is kipróbálta magát A tai chi harcosa című harcművészeti filmjével, de az csúfosan megbukott a mozikban.
Reeves következő fontosabb szerepe a John Wick (2014) című neo-noir akcióthriller bérgyilkos címszereplőjének megformálása volt. A film bevételi és kritikai sikernek bizonyult és két folytatás követte: John Wick: 2. felvonás (2017), John Wick: 3. felvonás – Parabellum (2019). A Toy Story 4. (2019) és a SpongyaBob: Spongya szökésben (2020) című animációs filmekben Reeves szinkronszínészként működött közre. A Mátrix negyedik része 2021-ben került mozikba Mátrix: Feltámadások címmel, ismét Reeves főszereplésével.
Filmjeinek magyar szinkronos változataiban leggyakoribb szinkronhangja László Zsolt.

## Filmográfia

### Film

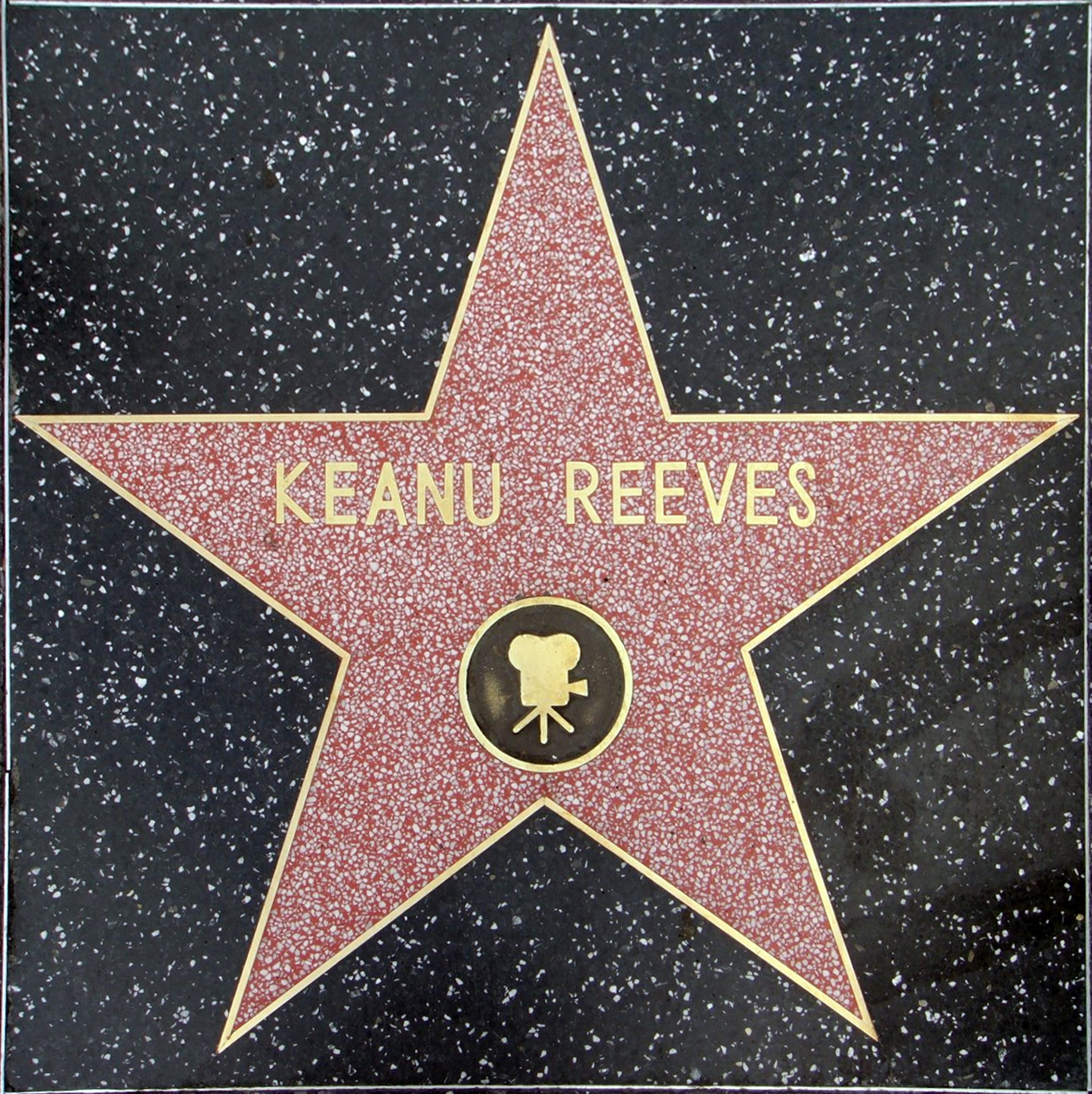
Reeves csillaga a Hollywoodi hírességek sétányán

| Év   | Magyar cím                                              | Eredeti cím                            | Szerep                         | Magyar hang      | Rendező                  |
| ---- | ------------------------------------------------------- | -------------------------------------- | ------------------------------ | ---------------- | ------------------------ |
| 1986 | Friss vér                                               | Youngblood                             | Heaver                         |                  | Peter Markle             |
| 1986 | A megvalósult álom                                      | Flying                                 | Tommy                          | Markovics Tamás  | Paul Lynch               |
| 1986 | Féktelen folyó                                          | River's Edge                           | Matt                           | Holl Nándor      | Tim Hunter               |
| 1988 | A tegnapi őrült éjszaka (Eszeveszett éjjel)             | The Night Before                       | Winston Connelly               | Breyer Zoltán    | Thom Eberhardt           |
| 1988 |                                                         | Permanent Record                       | Chris Townsend                 |                  | Marisa Silver            |
| 1988 | Pimaszság hercege                                       | The Prince of Pennsylvania             | Rupert Marshetta               | Bor Zoltán       | Ron Nyswaner             |
| 1988 | Veszedelmes viszonyok                                   | Dangerous Liaisons                     | Le Chevalier Raphael Danceny   | Lippai László    | Stephen Frears           |
| 1989 | Bill és Ted zseniális kalandja                          | Bill & Ted's Excellent Adventure       | Ted "Theodore" Logan           | Boros Zoltán     | Stephen Herek            |
| 1989 | Bill és Ted zseniális kalandja                          | Bill & Ted's Excellent Adventure       | Ted "Theodore" Logan           | Minárovits Péter | Stephen Herek            |
| 1989 | Vásott szülők                                           | Parenthood                             | Tod Higgins                    | Lippai László    | Ron Howard               |
| 1989 | Vásott szülők                                           | Parenthood                             | Tod Higgins                    | Szabó Máté       | Ron Howard               |
| 1990 | Szeretlek holtodiglan                                   | I Love You to Death                    | Marlon James                   | Józsa Imre       | Lawrence Kasdan          |
| 1990 | Júlia néni és a tollnok – avagy mindennap új folytatás! | Tune in Tomorrow                       | Martin Loader                  | Széles Tamás     | Jon Amiel                |
| 1991 | Holtpont                                                | Point Break                            | Johnny Utah                    | Stohl András     | Kathryn Bigelow          |
| 1991 | Holtpont                                                | Point Break                            | Johnny Utah                    | Moser Károly     | Kathryn Bigelow          |
| 1991 | Bill és Ted haláli túrája                               | Bill & Ted's Bogus Journey             | Ted "Theodore" Logan           | Mikula Sándor    | Peter Hewitt             |
| 1991 | Bill és Ted haláli túrája                               | Bill & Ted's Bogus Journey             | Ted "Theodore" Logan           | Markovics Tamás  | Peter Hewitt             |
| 1991 | Otthonom, Idaho                                         | My Own Private Idaho                   | Scott Favor                    | Rudolf Péter     | Gus Van Sant (1.)        |
| 1992 | Drakula                                                 | Bram Stoker's Dracula                  | Jonathan Harker                | Háda János       | Francis Ford Coppola     |
| 1993 | Sok hűhó semmiért                                       | Much Ado About Nothing                 | Don John                       | Gálffi László    | Kenneth Branagh          |
| 1993 | Néha a csajok is úgy vannak vele                        | Even Cowgirls Get the Blues            | Julian Gitche                  | Holl Nándor      | Gus Van Sant (2.)        |
| 1993 |                                                         | Freaked                                | Ortiz a kutyafiú (cameo)       |                  | Tom Stern                |
| 1993 | Alex Winter                                             | Freaked                                | Ortiz a kutyafiú (cameo)       |                  |                          |
| 1993 | A kis Buddha                                            | Little Buddha                          | Gautama Sziddhártha            | Alföldi Róbert   | Bernardo Bertolucci      |
| 1994 | Féktelenül                                              | Speed                                  | Jack Traven                    | Rátóti Zoltán    | Jan de Bont              |
| 1995 | Johnny Mnemonic – A jövő szökevénye                     | Johnny Mnemonic                        | Johnny Mnemonic                | Széles László    | Robert Longo             |
| 1995 | Pár lépés a mennyország                                 | A Walk in the Clouds                   | Paul Sutton                    | Selmeczi Roland  | Alfonso Arau             |
| 1996 | Láncreakció                                             | Chain Reaction                         | Eddie Kasalivich               | Viczián Ottó     | Andrew Davis             |
| 1996 | Féktelen Minnesota                                      | Feeling Minnesota                      | Jjaks Clayton                  | Bolba Tamás      | Steven Baigelman         |
| 1997 | Szerelem utolsó vérig                                   | The Last Time I Committed Suicide      | Harry                          | Selmeczi Roland  | Stephen Kay              |
| 1997 | Az ördög ügyvédje                                       | The Devil's Advocate                   | Kevin Lomax                    | Rudolf Péter     | Taylor Hackford          |
| 1999 | Mátrix                                                  | The Matrix                             | Thomas Anderson / Neo          | László Zsolt     | Wachowski testvérek (1.) |
| 1999 | Ízi rájdersz                                            | Me and Will                            | önmaga (cameo)                 |                  | Melissa Behr             |
| 1999 | Ízi rájdersz                                            | Me and Will                            | önmaga (cameo)                 | Sherrie Rose     |                          |
| 2000 | A cserecsapat                                           | The Replacements                       | Shane Falco                    | László Zsolt     | Howard Deutch            |
| 2000 | A leskelődő                                             | The Watcher                            | David Allen Griffin            | László Zsolt     | Joe Charbanic            |
| 2000 | Rossz álmok                                             | The Gift                               | Donnie Barksdale               | László Zsolt     | Sam Raimi                |
| 2001 | Édes november                                           | Sweet November                         | Nelson Moss                    | Rátóti Zoltán    | Pat O’Connor             |
| 2001 | Aranytartalék                                           | Hardball                               | Conor O'Neill                  | Dózsa Zoltán     | Brian Robbins            |
| 2003 | Mátrix – Újratöltve                                     | The Matrix Reloaded                    | Thomas Anderson / Neo          | László Zsolt     | Wachowski testvérek (2.) |
| 2003 | Animátrix                                               | The Animatrix                          | Thomas Anderson / Neo (hangja) | László Zsolt     | több rendező             |
| 2003 | Mátrix – Forradalmak                                    | The Matrix Revolutions                 | Thomas Anderson / Neo          | László Zsolt     | Wachowski testvérek (3.) |
| 2003 | Minden végzet nehéz                                     | Something's Gotta Give                 | Dr. Julian Mercer              | László Zsolt     | Nancy Meyers             |
| 2005 | Constantine, a démonvadász                              | Constantine                            | John Constantine               | László Zsolt     | Francis Lawrence         |
| 2005 | Ujj-függő                                               | Thumbsucker                            | Dr. Perry Lyman                | Dolmány Attila   | Mike Mills               |
| 2005 |                                                         | Ellie Parker                           | önmaga (cameo)                 |                  | Scott Coffey             |
| 2006 | Kamera által homályosan                                 | A Scanner Darkly                       | Bob Arctor                     | László Zsolt     | Richard Linklater        |
| 2006 | Ház a tónál                                             | The Lake House                         | Alex Wyler                     | László Zsolt     | Alejandro Agresti        |
| 2008 | Az utca királyai                                        | Street Kings                           | Tom Ludlow nyomozó             | Stohl András     | David Ayer               |
| 2008 | Amikor megállt a Föld                                   | The Day the Earth Stood Still          | Klaatu                         | László Zsolt     | Scott Derrickson         |
| 2009 | Pippa Lee négy élete                                    | The Private Lives of Pippa Lee         | Chris Nadeau                   | László Zsolt     | Rebecca Miller           |
| 2010 | Szív/rablók (Henry bűne)                                | Henry's Crime                          | Henry Torne                    | László Zsolt     | Malcolm Venville         |
| 2012 | Tétova nemzedék                                         | Generation Um...                       | John                           | Viczián Ottó     | Mark L Mann              |
| 2013 | A tai chi harcosa                                       | Man of Tai Chi                         | Donaka Mark                    | László Zsolt     | Keanu Reeves             |
| 2013 | 47 Ronin                                                | 47 Ronin                               | Kai                            | László Zsolt     | Carl Rinsch              |
| 2014 | John Wick                                               | John Wick                              | John Wick                      | László Zsolt     | Chad Stahelski (1.)      |
| 2015 | Kopp-kopp                                               | Knock Knock                            | Evan Webber                    | László Zsolt     | Eli Roth                 |
| 2016 | Isten lánya                                             | Exposed                                | Scott Galban nyomozó           | László Zsolt     | Gee Malik Linton         |
| 2016 | Keanu: Macskaland                                       | Keanu                                  | Keanu (cameo hangja)           | Varga Gábor      | Peter Atencio            |
| 2016 | Neon démon                                              | The Neon Demon                         | Hank                           |                  | Nicolas Winding Refn     |
| 2016 |                                                         | The Bad Batch                          | The Dream                      |                  | Ana Lily Amirpour        |
| 2016 | A teljes igazság                                        | The Whole Truth                        | Richard Ramsay                 | László Zsolt     | Courtney Hunt            |
| 2017 |                                                         | To the Bone                            | Dr. William Beckham            |                  | Marti Noxon              |
| 2017 | John Wick: 2. felvonás                                  | John Wick: Chapter 2                   | John Wick                      | László Zsolt     | Chad Stahelski (2.)      |
| 2017 | A nagy esemény                                          | A Happening of Monumental Proportions  | Bob (cameo)                    |                  | Judy Greer               |
| 2017 |                                                         | SPF-18                                 | önmaga (cameo)                 |                  | Alex Israel              |
| 2018 | Gyémánthajsza                                           | Siberia                                | Lucas Hill                     | László Zsolt     | Matthew Ross             |
| 2018 | Végállomás: esküvő                                      | Destination Wedding                    | Frank                          | László Zsolt     | Victor Levin             |
| 2018 | Klónok                                                  | Replicas                               | Will Foster                    | László Zsolt     | Jeffrey Nachmanoff       |
| 2019 | John Wick: 3. felvonás – Parabellum                     | John Wick: Chapter 3 – Parabellum      | John Wick                      | László Zsolt     | Chad Stahelski (3.)      |
| 2019 | Mindig csak talán                                       | Always Be My Maybe                     | önmaga                         |                  | Nahnatchka Khan          |
| 2019 | Toy Story 4.                                            | Toy Story 4                            | Duke de Bumm (hangja)          | Széles Tamás     | Josh Cooley              |
| 2019 | Leégett hidak                                           | Already Gone                           | nem szerepel                   | –                | Christopher Kenneally    |
| 2019 | Két páfrány között – A film                             | Between Two Ferns: The Movie           | önmaga (cameo)                 |                  | Scott Aukerman           |
| 2020 | SpongyaBob: Spongya szökésben                           | The SpongeBob Movie: Sponge on the Run | Bölcs (hangja)                 | László Zsolt     | Tim Hill                 |
| 2020 | Bill és Ted – Arccal a zenébe                           | Bill & Ted Face the Music              | Ted "Theodore" Logan           | Schnell Ádám     | Dean Parisot             |
| 2021 | Mátrix: Feltámadások                                    | The Matrix Resurrections               | Thomas Anderson / Neo          | László Zsolt     | Lana Wachowski           |
| 2022 | DC Szuperállatok Ligája                                 | DC League of Super-Pets                | Bruce Wayne / Batman (hangja)  | Schneider Zoltán | Jared Stern              |
| 2023 | John Wick: 4. felvonás                                  | John Wick: Chapter 4                   | John Wick                      | László Zsolt     | Chad Stahelski (4.)      |
| 2024 | Sonic, a sündisznó 3.                                   | Sonic the Hedgehog 3                   | Shadow, a sündisznó (hangja)   | László Zsolt     | Jeff Fowler              |
| 2025 | Balerina                                                | From the World of John Wick: Ballerina | John Wick                      | László Zsolt     | Len Wiseman              |
| 2025 | Jó szerencse                                            | Good Fortune                           | Gabriel                        |                  | Aziz Ansari              |

Dokumentum- és rövidfilmek
| Év   | Magyar cím                | Eredeti cím       | Szerep     | Megjegyzések                       |
| ---- | ------------------------- | ----------------- | ---------- | ---------------------------------- |
| 1985 |                           | One Step Away     | Ron Petrie | rövidfilm                          |
| 2006 | A félelmetes felmelegedés | The Great Warming | narrátor   | dokumentumfilm                     |
| 2012 | Kockáról kockára          | Side by Side      | önmaga     | - dokumentumfilm - vezető producer |
| 2015 |                           | Deep Web          | narrátor   | dokumentumfilm                     |
| 2015 | Mifune: The Last Samurai  |                   | narrátor   | dokumentumfilm                     |

### Televízió
| Év        | Magyar cím               | Eredeti cím                       | Szerep                        | Megjegyzések                                 |
| --------- | ------------------------ | --------------------------------- | ----------------------------- | -------------------------------------------- |
| 1984      |                          | Hangin' In                        | tizenéves kliens              | 1 epizód                                     |
| 1985      | Az elengedett kéz        | Letting Go                        | tizenéves                     | tévéfilm                                     |
| 1985      |                          | Night Heat                        | rabló                         | 2 epizód                                     |
| 1985      | nehézfiú                 | Night Heat                        |                               | 2 epizód                                     |
| 1985      |                          | Comedy Factory                    | Crackers                      | 1 epizód                                     |
| 1986      |                          | The Disney Sunday Movie           | Michael Riley 17 évesen       | 1 epizód                                     |
| 1986      | Látogatás Játékországban | Babes in Toyland                  | Jack Nimble                   | tévéfilm                                     |
| 1986      | A hatalom megfizet       | Act of Vengeance                  | Buddy Martin                  | - tévéfilm - magyar hangja: - Alföldi Róbert |
| 1986      | Igazak társasága         | Brotherhood of Justice            | Derek                         | - tévéfilm - magyar hangja: - Rudolf Péter   |
| 1986      |                          | Under the Influence               | Eddie Talbot                  | tévéfilm                                     |
| 1987      |                          | Trying Times                      | Joey                          | 1 epizód                                     |
| 1989      |                          | Life Under Water                  | Kip                           | tévéfilm                                     |
| 1989      |                          | The Tracey Ullman Show            | Jesse Walker                  | 1 epizód                                     |
| 1990      |                          | Bill & Ted's Excellent Adventures | Ted "Theodore" Logan (hangja) | 13 epizód                                    |
| 2009      |                          | Bollywood Hero                    | önmaga (cameo)                | minisorozat                                  |
| 2016–2018 |                          | Swedish Dicks                     | Tex                           | 13 epizód                                    |

## Videójátékok
| Év   | Cím              | Szerep            | Megjegyzések             | Forr. |
| ---- | ---------------- | ----------------- | ------------------------ | ----- |
| 2003 | Enter the Matrix | Neo               | élőszereplős bejátszások | [ 5 ] |
| 2020 | Cyberpunk 2077   | Johnny Silverhand | hang és motion capture   | [ 6 ] |

## Fordítás
- Ez a szócikk részben vagy egészben  a   Keanu Reeves filmography című angol Wikipédia-szócikk fordításán alapul.  Az eredeti cikk szerkesztőit annak laptörténete sorolja fel. Ez a jelzés csupán a megfogalmazás eredetét és a szerzői jogokat jelzi, nem szolgál a cikkben szereplő információk forrásmegjelöléseként.